# Blackmagic RAW
Blackmagic RAW (BRAW) je typ kodeku pro RAW video s koncovkou ".braw".

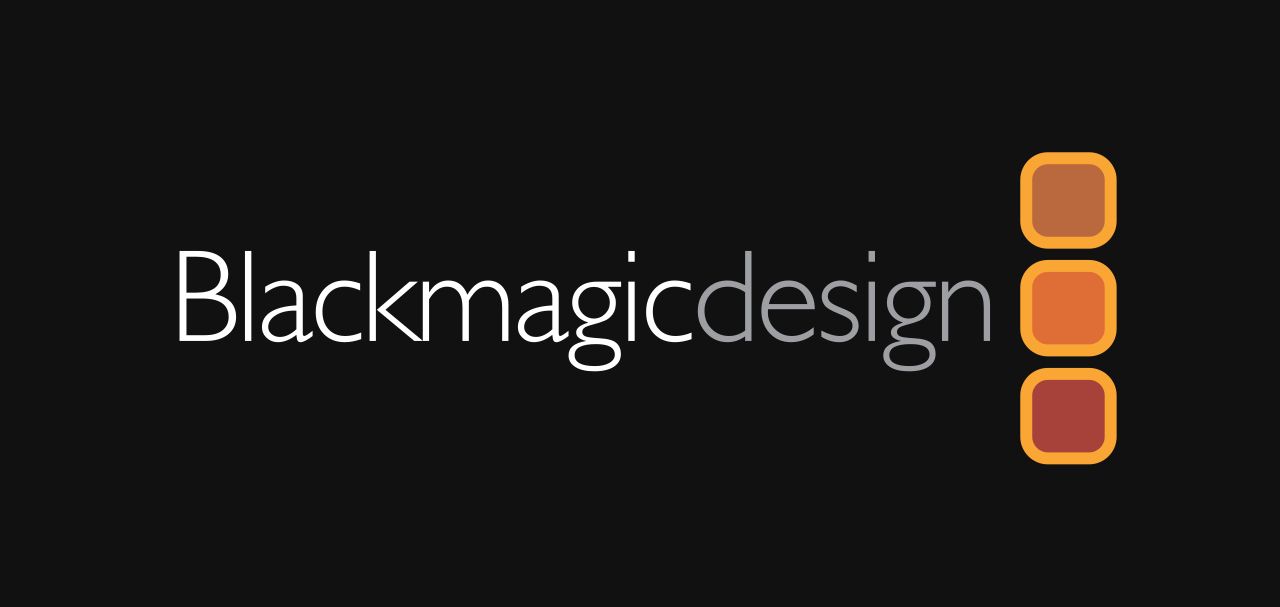
Logo společnosti Blackmagic Design, která stojí za BRAW

Představila ho společnost Blackmagic Design 14. září 2018. Algoritmus komprese a dekomprese byl navržen tak, aby efektivně komprimoval video data při zachování vysoké kvality obrazu. To výrazně usnadňuje a zrychluje proces profesionální video tvorby od záznamu přes postprodukci až po finální výstup. Název Blackmagic RAW zahrnuje i kontejnerový formát Blackmagic RAW, ten určuje, jak jsou data zakódovaná pomocí kodeku Blackmagic RAW zabalena a uložena do souborů. Tento formát kontejneru obsahuje metadata, zvukové stopy a další nastavení, která umožňují snadné ukládání, přenos a úpravy souborů videa.

## Částečné demozaikování
Demozaikování částečně probíhá již v kameře, tím je šetřen výpočetní výkon a proces na straně softwaru značně urychlen. Částečně demozaikovaný obraz spolu s unikátními charakteristikami senzoru jsou kódovány do BRAW. Kontrola nad parametry jako ISO, vyvážení bílé, expozice, kontrast, saturace a další zůstává plně zachována. Data kódované podle BRAW umí zpracovávat všechny běžně užívané aplikační rozhraní (API) pro GPU (OpenCl, Apple Metal, CUDA) i CPU (AVX, AVX2, SSE4.1).

## Metody kódování
Blackmagic představuje i dvě metody samotného kódování, ty umožňují větší kontrolu nad velikostí a kvalitou výstupu.  
První možností je volba konstantního bitratu v podobě poměru komprese a originálního nekomprimovaného souboru. Konkrétně tedy 5:1 (výsledný bitrate bude 1/5 toku v porovnání s nekomprimovaným originálem), 8:1, 12:1 a 18:1. Konstantní bitrate se používá primárně v situacích, kdy chceme mít pevně v rukou velikost souboru.
Druhá metoda umožňuje naopak kontrolu nad kvalitou výstupu. Bitrate je variabilní a přizpůsobuje se zvolené konstantní kvalitě. Blackmagic zavádí hodnoty Q0, Q1, Q3 a Q5, kde Q je kvantizace a číslo její míra (čím vyšší tím více komprimované – nižší kvalita). Metoda konstantní kvality nepracuje s horním limitem velikosti pro přenášená data a je tak využívána především v situacích, kde kvalita je stěžejním kritériem.

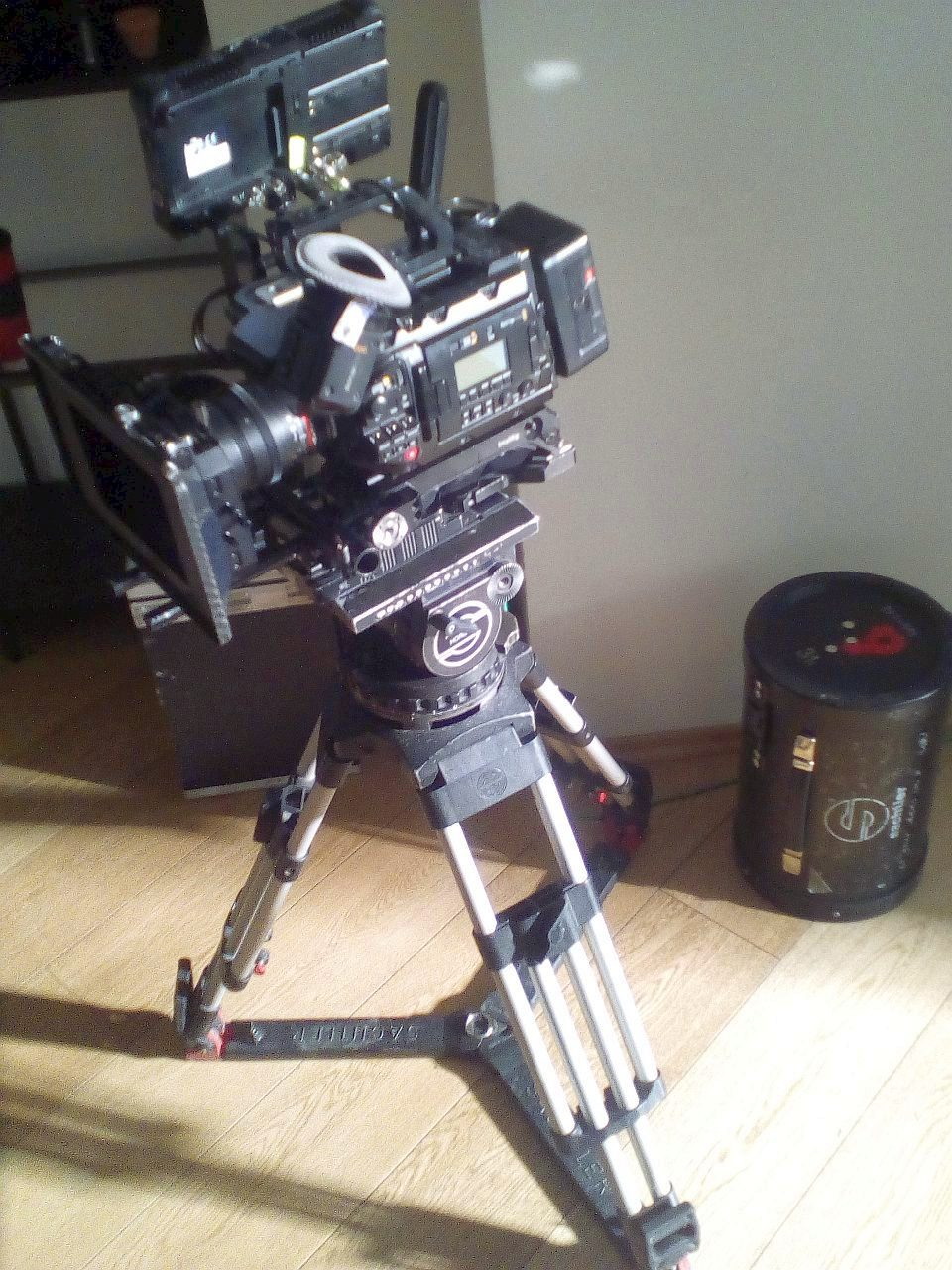
Blackmagic URSA Mini Pro podporuje záznam do BRAW

## Kompatibilita
Natáčení do BRAW momentálně podporují všechny kamery Blackmagic vydané po ohlášení BRAW (např. Blackmagic URSA Mini Pro, Blackmagic Studio kamery). Starší kamery (např. Blackmagic Cinema Camera 2.5K) nemusí BRAW podporovat. Při použití Blackmagic Video Assist 12G rekordéru nově nabízí BRAW záznam i některé kamery Leica, Panasonic, Fujifilm, Nikon, Canon nebo Sigma. Blackmagic nabízí vlastní "RAW Player", veřejně dostupný SDK umožňuje konsistentní zapracování zobrazených barev i v jiných přehrávačích. Na postprodukci BRAW je plně uzpůsoben střižní program přímo od společnosti Blackmagic Design -  DaVinci Resolve. Práci s BRAW podporují buď přímo, nebo skrze externí pluginy i téměř všechny ostatní běžně využívané video editory (Premiere Pro, Final Cut Pro X, Avid Media Composer). 

## Otevřený formát
BRAW je otevřený kodek, to znamená, že k tvorbě doplňujícího HW a SW není potřeba žádná licence. Společnost Blackmagic Design zdarma nabízí Software Develompent Kit (SDK), který tvoří sada nástrojů a knihoven poskytovaných pro vývojáře softwaru, kteří chtějí integrovat podporu pro formát BRAW a vytvářet vlastní aplikace, pluginy nebo rozšíření, které mohou s BRAW formátem pracovat a manipulovat. Např. Apple ProRes RAW, Redcode RAW nebo Arri RAW jsou uzavřené a neumožňují tak snadnou, a především bezplatnou implementaci formátu.